# Drive Letter Access
Drive Letter Access, kurz DLA, war ein kommerzielles Packet-Writing-Programm für Windows, das den schreibenden Zugriff auf optische Medien in jener Art und Weise ermöglicht, wie man es von Festplatten oder Disketten her kennt. DLA verwendet dabei Packet-Writing für (wieder-)beschreibbare CD- und DVD-Medien mit dem Dateisystem Universal Disk Format (UDF).
DLA ist nicht mit Windows Vista oder neuer kompatibel. Es gab jedoch einen offiziellen Patch von Roxio, der DLA auf Windows Vista lauffähig machte.
Der Nachfolger von DLA war das ab April 2009 verfügbare Roxio Burn, das die Kompatibilitätsprobleme von DLA mit dem Internet Explorer der Versionen 8 und 9 nicht mehr aufweist.

## Geschichte
DLA wurde ursprünglich von Veritas entwickelt und 2002 an Sonic Solutions verkauft. Seine Verbreitung verdankte DLA der Tatsache, dass es als OEM-Software bei zahlreichen Brennern beilag und bei diversen Computerherstellern, beispielsweise Dell, HP, IBM, Sony und Toshiba, vorinstalliert mitgeliefert wurde. Vielfach konnte für diese Systeme eine vorhandene DLA-Version aktualisiert werden und manchmal sogar kostenlos eine (vollwertige) OEM-Version heruntergeladen werden.
Ab Windows Vista wurde DLA entweder nicht mehr unterstützt oder durch ein ähnliches Produkt, z. B. Drag-to-Disc, ersetzt.

## Technik
Um CD- und DVD-Medien wie eine Festplatte oder Diskette beschreiben zu können, muss eine Technik namens Packet-Writing eingesetzt werden. Bei dieser Technik werden die (wieder-)beschreibbaren Medien zuerst formatiert, danach können Daten in Form von kleinen Paketen auf diese Medien gebrannt werden (daher auch der Name „Packet Writing“). Dadurch ist es möglich, Dateien auf diesen Medien auch zu verändern, etwa umzubenennen und zu löschen. Ebenso können Dateien nacheinander auf das Medium kopiert oder verschoben werden.
Diese Technik ist notwendig, da CD-R, CD-RW, DVD±R und DVD±RW-Medien keine Sektorisierung aufweisen und daher normalerweise nur in einem Stück (DAO, TAO und SAO) gebrannt werden können. Nach der Formatierung werden nur noch jene Sektoren gebrannt (geschrieben), die verändert wurden. Als Dateisystem verwendet DLA das „Universal Disk Format“, da es den Ansprüchen von optischen Medien am besten gerecht wird.
Zur Nutzung von DVD-RAM ist Packet-Writing nicht erforderlich, da DVD-RAM-Medien bereits eine Sektorisierung aufweisen und diese hardwareseitig unterstützt wird. DVD-RAM-Medien können daher prinzipiell ohne Packet-Writing-Software beschrieben werden. In diesem Fall stellt DLA nur die DVD-RAM-Funktionalität (bis einschließlich Windows 2000) und die UDF-Unterstützung (bis einschließlich Windows XP) zur Verfügung. Bei geeigneter Hardware erlaubt DLA zusätzlich die Nutzung von Mount-Rainier (bis einschließlich Windows XP). Windows XP unterstützt erstmals DVD-RAM; Windows Vista unterstützt erstmals Mount-Rainier und UDF bis Version 2.50 vollständig (auch schreibend).

## Versionen
DLA wurde nur für Windows angeboten. Es ist nur in englischer Sprache verfügbar.
- Version 4.95 läuft auf Windows 98SE, Me, NT 4.0, 2000 und XP.
- Version 5.2 war die letzte Version für Windows 98SE, Me, 2000 und XP.

Für Windows-Vista-Kompatibilität ist ein Patch erforderlich, den es jedoch nur für die Verkaufs- und Probeversion gibt. Die Ausnahme ist ein Patch für die OEM-Version von Dell, der jedoch das Vista-kompatible Drag-to-Disc installiert (statt DLA zu aktualisieren).

## Programm-Fehler
- DLA ist nicht kompatibel mit Internet Explorer 8 und 9.
- Unter Windows Server 2003 kann DLA so genannte „Stop Errors“ (BSOD) hervorrufen und somit das System zum Absturz bringen.
- Unter Windows XP kann DLA abstürzen, wenn RW-Medien eingelegt werden.
- Ein bekannter Fehler ist, dass DLA unter gewissen Umständen das Auswerfen von Medien aus dem optischen Laufwerk verhindert. In einem solchen Fall hilft nur ein Neustart von Windows.